# Силиньш, Эвалдс
Эвалдс Силиньш (латыш. Ēvalds Siliņš; 10 марта 1919, Эвельская волость — 3 октября 2015) (eng. Evalds Silins)  — был латвийским композитором, педагогом и дирижёром.

## Биография
Силиньш родился 10-го марта 1919-го года в Эвельской волости Валкского уезда.
С 1932 по 1938 год учился в Приекульской сельскохозяйственной школе и одновременно учился игре на фортепиано в Народной консерватории города Цесиса (Cēsu pilsētas Tautas konservatorija).
После Второй мировой войны поступил в Латвийский государственный педагогический институт на факультет немецкого языка, но любовь к музыке оказалась сильнее.
С 1948 по 1996 год работал учителем музыки в Руйиенской средней школе (Rūjienas vidusskola), руководил хором.
В 1962 году с отличием окончил дирижёрский факультет Латвийской государственной консерватории имени Витола (J.Vītola Latvijas Valsts konservatorija) и ещё два года проучился на композиторском факультете у Луции Гаруты (Lūcija Garūta).
Силиньш также работал дирижёром вне школы. Более 30 лет он руководил смешанным хором Дома культуры Руйиены (Rūjienas kultūras nams), женским хором «Страуме» (Straume), смешанным хором «Наукшени» (Naukšēni), различными вокальными ансамблями и эстрадным оркестром.
В 1965 году он стал главным дирижёром хоров Валмиерского района. Хоры, под руководством Силиньша, выступали с концертами не только в Латвии, но и за ее пределами.
В 1998 году стал первым Почётным гражданином города Руйиена. В Руйиене находится памятник Силиньшу.
Эвалдс Силиньш покоится на кладбище Бертулиса (Svētā Bērtuļa kapi) в Руйиене.

## Наследие
Силиньш разработал около 80 методических работ в области музыкального образования, в том числе 12 официальных учебников, которые используются в Латвии и по сей день. Силиньш — автор около 100 детских песен.
В 1995 году музыкант получил Благодарственную грамоту Кабинета Министров, а в 1996 году — золотой почетный знак Ордена Трех Звезд (Triju Zvaigžņu ordeņa zelta goda zīme).